# Rugosophysis frater
Rugosophysis frater är en skalbaggsart. Rugosophysis frater ingår i släktet Rugosophysis och familjen långhorningar.

## Underarter
Arten delas in i följande underarter:
- R. f. frater
- R. f. hasani